# John Clauser
John Francis Clauser (/ˈklaʊzər/), né le 1er décembre 1942 à Pasadena (Californie), est un physicien américain connu pour avoir réalisé avec Stuart Freedman la première observation expérimentale d'une violation d'une inégalité de Bell conduisant ainsi à mettre en évidence le phénomène d'intrication quantique. 
Pour ses travaux, il reçoit en 2010 le prix Wolf de physique avec Alain Aspect et Anton Zeilinger, puis le prix Nobel de physique en 2022 avec les mêmes colauréats.
Il s'est depuis illustré pour ses propos dénialistes concernant le changement climatique, sujet hors de son domaine de compétence.

## Biographie
John Clauser est né à Pasadena, en Californie. Son père, Francis H. Clauser, était un professeur d'ingénierie aéronautique qui a fondé et présidé le département d'aéronautique à l'université Johns Hopkins. Il a ensuite occupé le poste de professeur d'ingénierie Clark Blanchard Millikan au California Institute of Technology (CalTech). Sa mère, Catharine McMillan, était bibliothécaire en sciences humaines à CalTech et sœur du lauréat du prix Nobel de chimie 1951 Edwin McMillan.
Il a obtenu un baccalauréat de science physique à CalTech en 1964, où il était membre de Dabney House. Il obtient une maîtrise en physique en 1966 et un doctorat en physique en 1969 de l'université Columbia sous la direction de Patrick Thaddeus (en).
De 1969 à 1975, il a travaillé comme chercheur postdoctoral à l'université de Californie à Berkeley et au Laboratoire national Lawrence-Berkeley. En 1972, en collaboration avec Stuart Freedman, étudiant diplômé de Berkeley, il a effectué le premier test expérimental des prédictions du théorème de CHSH-Bell. Ce fut la première observation expérimentale d'une violation d'une inégalité de Bell.
Clauser a travaillé comme physicien chercheur principalement à Lawrence Livermore et à Berkeley de 1975 à 1997. En 1976, il a effectué le deuxième test expérimental au monde des prédictions du théorème de CHSH-Bell.
Clauser a reçu le prix Wolf de physique en 2010 avec Alain Aspect et Anton Zeilinger,. Les trois ont également reçu conjointement le prix Nobel de physique 2022,,.
En 2023, il rejoint la direction de la CO2 Coalition, un groupe climatosceptique. En juillet 2023, en raison de ses vues concernant le changement climatique, le Fonds monétaire international annule une conférence qu'il devait prononcer.